# Второй русский авангард
Второй русский авангард (иногда тж. Вторая волна русского авангарда) — движение в русском искусстве, в первую очередь в изобразительном искусстве и поэзии, началом которого считается середина 1950-х годов, а завершением — конец 1980-х. Его рождение связывается с Хрущевской оттепелью (1955 год) или с VI Всемирным фестивалем молодёжи и студентов в 1957 году в Москве. Считается, что понятие введено в оборот Михаилом Гробманом.

## VI Всемирный фестиваль молодежи и студентов
В рамках фестиваля в 1957 году проходила художественная выставка, на которой посетителям предлагалось ознакомиться с работами современных художников из 52 стран мира. Таким образом, для русских художников это был шанс приоткрыть железный занавес и посмотреть на то, о чем говорят в мире культуры и искусства за рубежом. Эта выставка произвела глубокое впечатление на многих, дав толчок развитию нового искусства в Советском Союзе. Это новое, зачастую неофициальное искусство сегодня, вслед за Михаилом Гробманом, называют «вторым русским авангардом» или «второй волной русского авангарда».

## Художники и объединения
Период с конца 50-х по начало 60-х годов в Советском Союзе ознаменовался подъёмом во всех сферах жизни, обусловленным хрущевской «оттепелью», полётом в космос и другими достижениями. Бурное движение наблюдалось и в художественной среде. Так, в 1954 году художник Элий Белютин создает студию «Новая реальность». Для преподавания Белютин выработал особую методику, основанную на разных системах обучения, в том числе методе Чистякова и художников русского авангарда 1920-х годов.
Однако «оттепель» вскоре закончилась. В 1962 году на выставке, посвященной 30-летию МОСХа в Манеже, Хрущев, посмотрев на работы белютинской студии «Новая реальность», заявил, что в вопросах искусства он остается сталинистом. Последствия этого выступления Хрущева были самыми серьезными: по всему Союзу обострилась борьба с формализмом и абстракционизмом в живописи. Однако, несмотря на отсутствие поддержки, а иногда и гонения со стороны власти, художники продолжали заниматься искусством. Среди них:
- Элий Белютин
- Эрик Булатов
- Люциан Грибков
- Александр Жданов[2]
- Борис Жутовский
- Юрий Злотников[2]
- Владислав Зубарев
- Илья Кабаков[2]
- Владимир Немухин
- Дмитрий Плавинский
- Анатолий Сафохин
- Тамара Тер-Гевондян
- Борис Турецкий
- Владимир Яковлев[2]
- Алексей Смирнов (фон Раух) [3]
- Эдуард Курочкин[3]
- Игорь Ворошилов[3]
- Владимир Пятницкий[3]

Более полный список художников Второго русского авангарда представлен в каталоге выставки «Другое искусство» Леонида Талочкина:
1. Акулинин Владимир
2. Андреенков Владимир
3. Андронов Николай
4. Архангельский Михаил
5. Беленок Пётр
6. Брусиловский Анатолий
7. Булатов Эрик
8. Васильев Олег
9. Васильев (MON) Юрий
10. Ведерников Юлий
11. Вейсберг Владимир
12. Вечтомов Николай
13. Воробьёв Николай
14. Вулох Игорь
15. Гороховский Эдуард
16. Громан Дмитрий
17. Гросицкий Андрей
18. Данильцев Леонард
19. Егоршина Наталья
20. Жутовский Борис
21. Заневская Римма
22. Злотников Юрий
23. Иванов Михаил
24. Инфанте-Арана Франциско
25. Кабаков Илья
26. Каждан Гаяна
27. Каменский Алексей
28. Каплин Олег
29. Козлов Борис
30. Колейчук Вячеслав
31. Колли Алексей
32. Косаговский Юрий
33. Краснопевцев Дмитрий
34. Кропивницкая Валентина
35. Крылов Николай
36. Лебедева Елена
37. Лемпорт Владимир
38. Лион Дмитрий
39. Логинов Олег
40. Макаревич Игорь
41. Немухин Владимир
42. Никонов Павел
43. Нолев‑Соболев Юрий
44. Орлова Лия
45. Пальмин Игорь
46. Плавинский Дмитрий
47. Потешкин Александр
48. Рабичев Леонид
49. Россаль‑Воронов Алексей
50. Рошаль Михаил
51. Сидоров Александр
52. Сидур Вадим
53. Силис Николай
54. Снегур Игорь
55. Сохранская Симона
56. Турецкий Борис
57. Умнов Виктор
58. Чуйков Иван
59. Шорц Владимир
60. Шпиндлер Марлен
61. Штейнберг Эдуард
62. Штейнберг Борис
63. Шумилина Виктория
64. Эйдельман Натан
65. Юликов Александр
66. Юрлов Валерий
67. Яковлев Владимир
68. Янкилевский Владимир

Ещё несколько представителей Второго русского авангарда участвовали в выставках «Малая Грузинская 28 — От бульдозерной выставки до Манежа» в Манеже Москва, апрель 1991 и юбилейной выставке на Гоголевском бульваре, посвящённой 20-летию выставки в павильоне «Пчеловодство» на ВДНХ СССР. Москва, 1995. Это Эрнст Неизвестный, Евгений Молоков, глава группы «Мост», Натта Конышева, Татьяна Назаренко, Юлия Долгорукова (Жудро) и другие.

## Выставки художников «второго авангарда»
- 1962 — выставка 30-летия МОСХа в Манеже. Москва.
- 1960—1992 — выставки «Новой реальности» в Абрамцево.
- 1969 — совместная выставка с Л. Грибковым. Вспольный пер., д. 1, Москва.
- 1989 — первая выставка студии «Темпоральная реальность». Центральный дом художника, Москва.
- 1990 — выставка «От Манежа до Манежа. Новая реальность», совместно с художниками «Новой реальности». ЦВЗ Манеж, Москва.
- 1991 — выставка «Малая Грузинская 28 — От бульдозерной выставки до Манежа», ЦВЗ Манеж, Москва.